# امتی، لاکنو
امتی، لاکنو (به انگلیسی: Amethi, Lucknow) یک منطقهٔ مسکونی در هند است که در اوتار پرادش واقع شده‌است.

## خصوصیات
امتی ۱۱٬۳۶۶ نفر جمعیت دارد.